# Sironj
Sironj é uma cidade e um município no distrito de Vidisha, no estado indiano de Madhya Pradesh.

## Geografia
Sironj está localizada a 24° 06′ N, 77° 42′ L. Tem uma altitude média de 464 metros (1 522 pés).

## Demografia
Segundo o censo de 2001, Sironj tinha uma população de 42 100 habitantes. Os indivíduos do sexo masculino constituem 53% da população e os do sexo feminino 47%. Sironj tem uma taxa de literacia de 55%, inferior à média nacional de 59,5%: a literacia no sexo masculino é de 62% e no sexo feminino é de 47%. Em Sironj, 17% da população está abaixo dos 6 anos de idade.